# Tubo 2 do Monte Brasil
O Tubo 2 do Monte Brasil é uma gruta portuguesa localizada no Monte Brasil, freguesia da Sé, concelho de Angra do Heroísmo, ilha Terceira, arquipélago dos Açores.
Esta cavidade apresenta uma geomorfologia de origem vulcânica em forma de tubo de lava localizado em gruta submarina. Esta estrutura geológica apresenta um comprimento de 87 m.